# Carl Gotthelf Kind

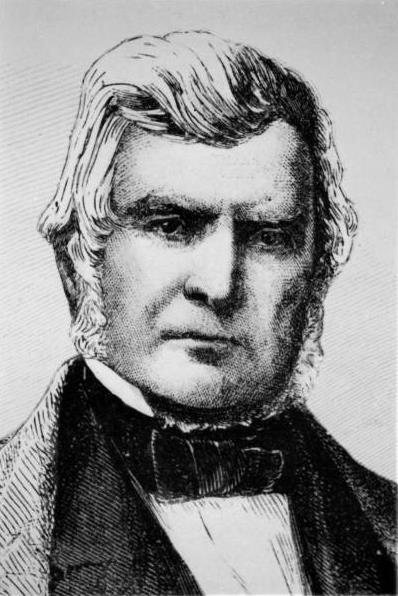

Carl Gotthelf Kind, född 6 juni 1801 i Linda (Sachsen), död 9 mars 1873 på Brême d'Or (Goldene Bremm) vid Spicheren, var en tysk ingenjör.
Kind konstruerade sinnrika maskiner för jordborrning samt utförde själv flera djupa borrhål, såsom 1841-45 ett vid badorten Mondorf-les-Bains i Luxemburg till ett djup av 717 meter, 1848-51 ett i Schœneck vid Forbach, där han gjorde ett på 81 meters djup liggande stenkolslager åtkomligt genom ett borrat, 4,15 meter brett schakt, samt 1855-61 ett i Passy vid Paris, där han genom att tränga ned till 586 meters djup lyckades åstadkomma en artesisk brunn, som täckte Boulogneskogens vattenbehov.